# Atle Skårdal
Atle Skårdal (* 17. Februar 1966 in Lunde, Telemark) ist ein ehemaliger norwegischer Skirennläufer. Der Spezialist für die schnellen Disziplinen Abfahrt und Super-G wurde zweimal Weltmeister im Super-G und gewann sieben Weltcuprennen.

## Biografie
Skårdal wurde bei den Skiweltmeisterschaften 1996 in der Sierra Nevada Weltmeister im Super-G. Diesen Titel konnte er im Jahr darauf bei den Skiweltmeisterschaften 1997 in Sestriere erfolgreich verteidigen. Zuvor hatte er bereits bei den Skiweltmeisterschaften 1993 in Morioka in der Abfahrt hinter dem Schweizer Urs Lehmann die Silbermedaille gewonnen. Im Weltcup gelangen Skårdal zwischen 1990 und 1995 sieben Siege in Abfahrts- und Super-G-Rennen. In der Saison 1995/96 gewann er den Einzelweltcup im Super-G. 1990 gewann er die Wahl zu Norwegens Sportler des Jahres.
Nach der Saison 1996/97 beendete Skårdal seine Karriere. Von 2000 bis 2005 war er Trainer der norwegischen Skinationalmannschaft. Seither war er als Renndirektor für die Damen-Weltcuprennen beim Internationalen Skiverband FIS angestellt, bis 2. Juni 2019; er wurde abgelöst von Peter Gerdol. Seine Nominierung wurde am 7. März 2005 bekannt gemacht; er löste den Österreicher Kurt Hoch ab, der seit 1991 diesen Posten innehatte.
Skårdal ist mit der ehemaligen österreichischen Skirennläuferin Karin Köllerer verheiratet. Das Paar hat drei Kinder. Die gemeinsamen Söhne Niklas und Fredrik sind ebenfalls als Skirennläufer aktiv.

## Erfolge

### Olympische Winterspiele
- Calgary 1988: 15. Abfahrt
- Lillehammer 1994: 6. Super-G, 9. Abfahrt, 18. Kombination

### Weltmeisterschaften
- Bormio 1985: 14. Kombination, 16. Abfahrt
- Crans-Montana 1987: 12. Kombination, 23. Super-G, 25. Abfahrt, 35. Riesenslalom
- Vail 1989: 6. Abfahrt, 15. Kombination, 16. Super-G, 28. Riesenslalom
- Saalbach-Hinterglemm 1991: 6. Abfahrt, 21. Super-G, 23. Riesenslalom
- Morioka 1993: 2. Abfahrt
- Sierra Nevada 1996: 1. Super-G, 23. Abfahrt
- Sestriere 1997: 1. Super-G, 13. Abfahrt

### Weltcupwertungen
Atle Skårdal einmal die Disziplinenwertung im Super-G.
| Saison  | Gesamt | Gesamt | Abfahrt | Abfahrt | Super-G | Super-G | Kombination | Kombination |
| Saison  | Platz  | Punkte | Platz   | Punkte  | Platz   | Punkte  | Platz       | Punkte      |
| ------- | ------ | ------ | ------- | ------- | ------- | ------- | ----------- | ----------- |
| 1984/85 | 87.    | 6      | –       | –       | –       | –       | 32.         | 6           |
| 1985/86 | 60.    | 25     | 22.     | 25      | –       | –       | –           | –           |
| 1986/87 | 48.    | 23     | 17.     | 23      | –       | –       | –           | –           |
| 1987/88 | 46.    | 23     | 19.     | 23      | –       | –       | –           | –           |
| 1988/89 | 29.    | 48     | 17.     | 28      | –       | –       | 6.          | 20          |
| 1989/90 | 6.     | 167    | 2.      | 120     | 5.      | 47      | –           | –           |
| 1990/91 | 6.     | 153    | 2.      | 125     | 3.      | 28      | –           | –           |
| 1991/92 | 50.    | 183    | 22.     | 103     | 22.     | 80      | –           | –           |
| 1992/93 | 6.     | 596    | 2.      | 427     | 11.     | 169     | –           | –           |
| 1993/94 | 9.     | 641    | 6.      | 399     | 5.      | 202     | 9.          | 40          |
| 1994/95 | 19.    | 355    | 17.     | 168     | 6.      | 142     | 8.          | 45          |
| 1995/96 | 15.    | 492    | 12.     | 180     | 1.      | 312     | –           | –           |
| 1996/97 | 11.    | 644    | 6.      | 452     | 7.      | 192     | –           | –           |

### Weltcupsiege
| Datum             | Ort         | Land       | Disziplin |
| ----------------- | ----------- | ---------- | --------- |
| 20. Januar 1990   | Kitzbühel   | Österreich | Abfahrt   |
| 17. März 1990     | Åre         | Schweden   | Abfahrt   |
| 15. Dezember 1990 | Gröden      | Italien    | Abfahrt   |
| 15. März 1991     | Lake Louise | Kanada     | Abfahrt   |
| 27. Februar 1993  | Whistler    | Kanada     | Abfahrt   |
| 12. März 1994     | Whistler    | Kanada     | Abfahrt   |
| 10. Dezember 1995 | Val-d’Isère | Frankreich | Super-G   |

### Norwegische Meisterschaften
Skårdal ist neunfacher Norwegischer Meister:
- 6 × Abfahrt (1986, 1989, 1990, 1991, 1994, 1996)
- 3 × Super-G (1988, 1991, 1994)